# Dolet Malalu
Dolet Malalu, (Kinshasa, República Democrática del Congo, 17 de febrero de 1980) es un pintor y artista congoleño enmarcado dentro del movimiento 'Art Brut' o 'Outsider Art'. Dolet pertenece a la nueva corriente de artistas congoleños contemporáneos influidos por la Sape.
Desde 2012 es parte del colectivo 'kisalu nkia mbote'. Su obra se ha definido como la descripción de la poesía urbana, de la realidad postmoderna de las ciudades. La música también está muy presente en su obra, incorporándola a sus happenings. Se inspira en los barrios populares donde se exhiben estos curiosos sapeurs, dandis modernos.
Fundamentalmente autodidacta, Dolet Malalu se mueve entre los lenguajes de la figuración postcontemporánea. Su obra se ha expuesto en la República Democrática del Congo, República del Congo, Camerún, Uganda, Francia, Bélgica, Japón y en España. Participó (con el nombre Dole Malalou) como actor de reparto y escenógrafo en la película canadiense ‘Rebelle’. [cita requerida]
El artista congoleño Dolet Malalu fue un estrecho colaborador de Papa Wemba y llegó a diseñarle la escenografía de uno de sus vídeos, titulado ‘La Tigresse’.